# トゥウンナ・スタジアム
トゥウンナ・ユーストレーニングセンター・スタジアム（英語: Thuwunna Youth Training Center Stadium）は、ミャンマー最大の都市ヤンゴンのユーストレーニングセンター内にある多目的スタジアムであり、ミャンマーの国立競技場である。
1985年に設立された。収容人数は32,000人。ボージョーアウンサン・スタジアムに代わる、国際サッカー連盟や国際陸上競技連盟の基準を満たし、国際試合を開催可能なミャンマー初の施設として建設された。現在、収容人数を50,000人に増やす拡張工事を行なっている。また、隣にはスケートリンクや室内競技の国際試合を開催可能な体育館が併設されている。
主にサッカーの試合に用いられる。現在、ミャンマーサッカーリーグのヤンゴン・ユナイテッドFCとモーヤワディーFCがホームスタジアムとして使用している他、サッカーミャンマー代表がホームスタジアムとして使用している。日本代表は2019年9月10日にカタールW杯の2次予選の試合を行った。